# Stacey Williams
Stacey Williams (Kingston, 15 de Abril de 1968) é uma supermodelo norte-americana.

## Biografia
Originária de Mechanicsburg, estado de Pensilvânia fez a sua graduação em "Cumberland Valley High School".
De 1991 a 1998, Stacey Williams ilustrou as páginas da revista Sports Illustrated Swimsuit Issue.
Em 2004, no 40º aniversário, foi publicada uma edição especial com as principais modelos que fizeram a história e o sucesso da revista sendo Williams uma delas, posando junto de Heidi Klum, Valeria Mazza, Elle Macpherson, Cheryl Tiegs, Tyra Banks, Rachel Hunter, Christie Brinkley, Paulina Porizkova, Vendela Kirsebom e Roshumba Williams. (Foto Hall of Fame)
Participou como atriz em alguns filmes, como The Dogwalker e Gangster World. Teve uma participação especial no filme Jerry Maguire.
O grupo musical Sonic Youth faz menção a Williams e a outras modelos da Sports Illustrated Swimsuit Issue na canção "Swimsuit Issue".
Em 23 de outubro de 2024, em uma entrevista a jornal britânico The Guardian, a modelo acusou o candidato presidencial à Casa Branca, Donald Trump, de ter a assediado durante um encontro na Trump Tower em 1993. Ao mesmo jornal, a secretária de imprensa da campanha eleitoral do candidato republicano à Casa Branca negou as acusações da modelo.